# ورزشگاه جمهوریت استپاناکرت
ورزشگاه جمهوریت استپاناکرت (ارمنی: Ստեփանակերտի Հանրապետական մարզադաշտ) یک ورزشگاه چندمنظوره و تمام صندلی است که در استپاناکرت مرکز جمهوری آرتساخ واقع شده‌است. اغلب برای مسابقات فوتبال مورد استفاده قرار می‌گیرد و ورزشگاه خانگی تیم ملی فوتبال آرتساخ و باشگاه فوتبال لرناین آرتساخ می‌باشد. این ورزشگاه در بین سال‌های ۱۹۵۵ و ۱۹۵۶ بنا گردیده‌است.

## نگارخانه

ورودی ورزشگاه
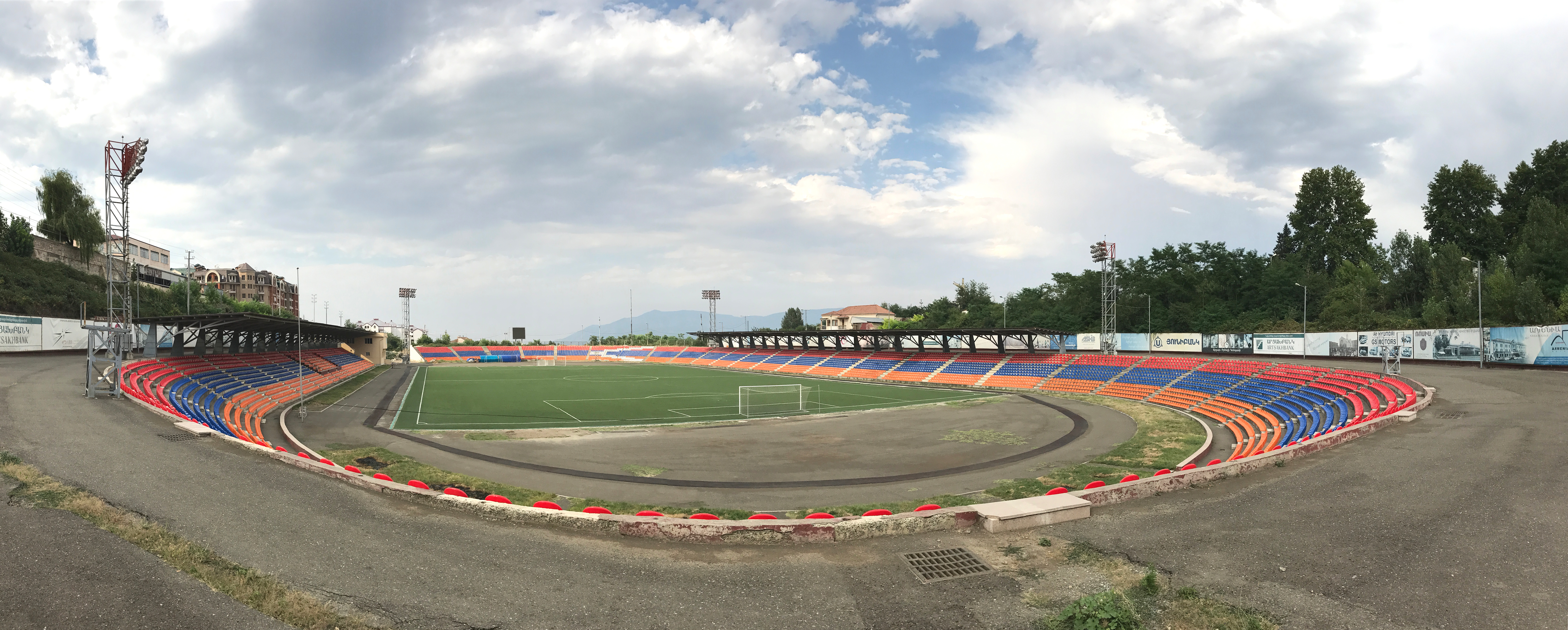
نمای کلی
ورزشگاه در ۲۰۱۷
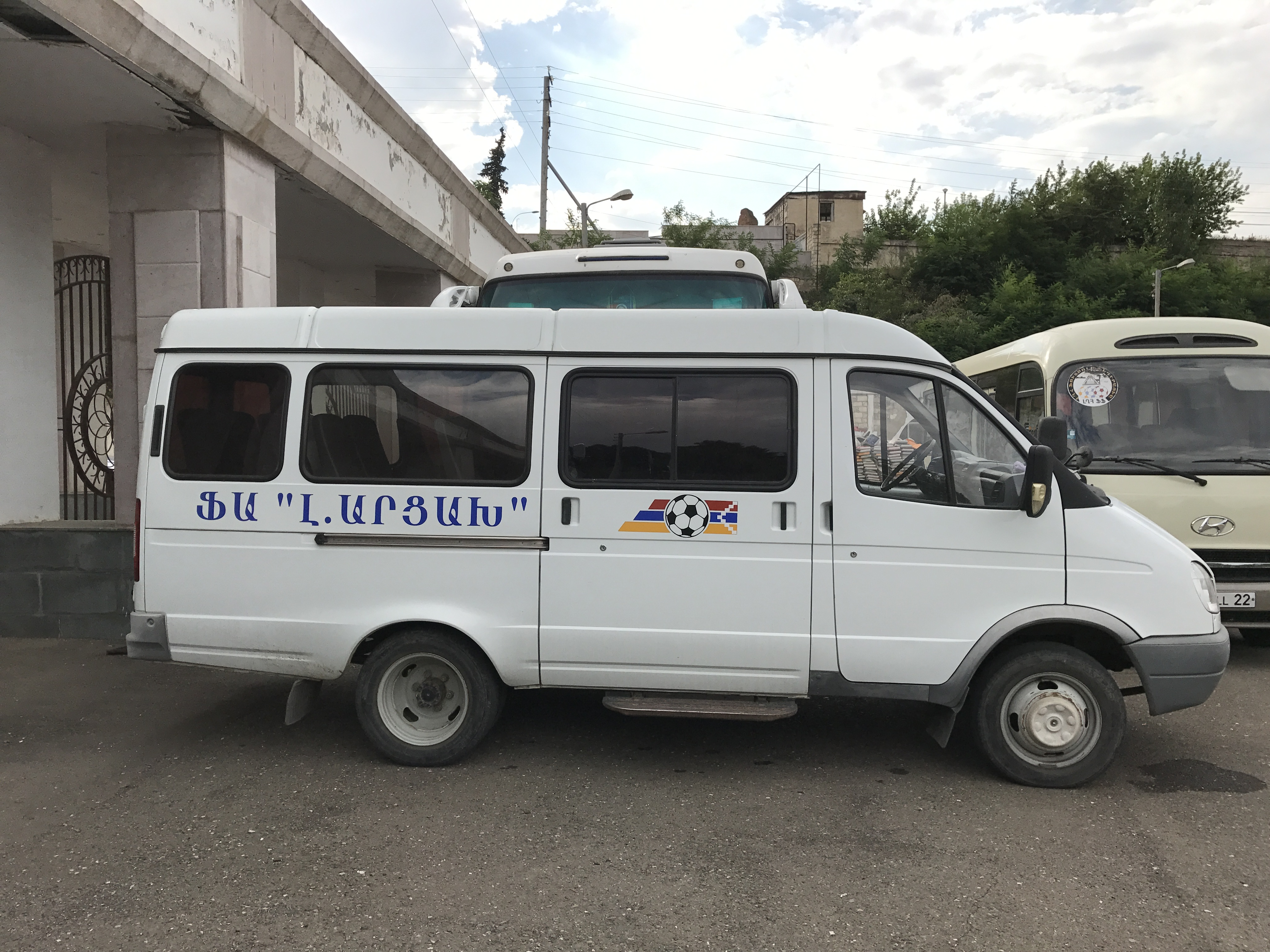